# The Rookies
The Rookies är en amerikansk procedurdeckare som sändes av ABC mellan 1972 och 1976.

## Rollista i urval
- Georg Stanford Brown – polisassistent Terry Webster
- Michael Ontkean – polisassistent Willie Gillis (säsong 1–2)
- Bruce Fairbairn – polisassistent Chris Owens (säsong 3–4)
- Sam Melville – polisassistent Mike Danko
- Kate Jackson – Jill Danko
- Gerald S. O'Loughlin – polisintendent Ed Ryker